# Sofron Dmyterko
Sofron Dmyterko (in ucraino Софро́н Степа́н Дмите́рко?; Byczkiwci, 1º giugno 1917 – Ivano-Frankivs'k, 5 novembre 2008) è stato un vescovo cattolico ucraino, eparca di Ivano-Frankivs'k, vittima della persecuzione dei cristiani in URSS.

## Biografia
Nacque da una famiglia dove il padre era sacerdote di rito bizantino. Frequentò il seminario diocesano e nel 1932 entrò nel noviziato dei Monaci basiliani. Durante la Seconda guerra mondiale i monaci vennero dispersi assieme ai novizi in vari monasteri finché dal 1940 Sofronij si trovò a Praga, dove poté completare gli studi all'Università Carolina.
Dopo l'ordinazione sacerdotale venne arrestato, assieme a tutti i confratelli, dalla Gestapo e condannato ai lavori forzati nelle miniere della Moravia. Nel 1943, all'arrivo dell'Armata rossa tutti vennero liberati. Tornò a Leopoli e venne mandato nella città di Bučač come prefetto del ginnasio presso il monastero dei basiliani. Quando iniziò l'aperta persecuzione contro la Chiesa greco-cattolica ucraina, per evitare di essere arrestato Dmyterko passò alla vita clandestina della chiesa catacombale.
Alla fine degli anni '60 il vescovo Ivan Slezjuk, ammalato, cercava una persona che potesse garantire il proseguimento del suo lavoro nella chiesa catacombale, trovando in lui l'uomo adatto. L'ordinazione episcopale avvenne in un appartamento privato della città di Ivano-Frankivs'k il 30 novembre 1968. Inaspettatamente nel 1973 venne arrestato e tenuto in prigione fino al marzo del 1974, quando venne trasferito nel lager n.38 nei pressi del villaggio Leninskoe Oblast' di Luhans'k. Venne liberato nel 1975. Nel periodo di clandestinità riuscì ad ordinare al sacerdozio segretamente più di 65 seminaristi.
Dal 1989 passò legalmente alla direzione della diocesi. Nel 1997, all'età di 80 anni, chiese di poter lasciare ad una persona più giovane la direzione della diocesi. Papa Giovanni Paolo II esaudì la sua richiesta e dal 7 novembre 1997 si ritirò per lasciare il posto al vescovo Sofron Mudryi. Morì il 5 novembre 2008 ad Ivano-Frankivs'k, all'età di novantuno anni.

## Genealogia episcopale e successione apostolica
La genealogia episcopale è:
- Patriarca Geremia II Tranos
- Arcivescovo Michal Rahoza
- Arcivescovo Hipacy Pociej
- Arcivescovo Iosif Rucki
- Arcivescovo Antin Selava
- Arcivescovo Havryil Kolenda
- Arcivescovo Kyprian Žochovs'kyj
- Arcivescovo Lev Zaleski
- Arcivescovo Jurij Vynnyc'kyj
- Arcivescovo Luka Lev Kiszka
- Vescovo György Bizánczy
- Vescovo Inocențiu Micu-Klein, O.S.B.M.
- Vescovo Mihály Emánuel Olsavszky, O.S.B.M.
- Vescovo Vasilije Božičković, O.S.B.M.
- Vescovo Grigore Maior, O.S.B.M.
- Vescovo Ioan Bob
- Vescovo Samuel Vulcan
- Vescovo Ioan Lemeni
- Arcivescovo Spyrydon Lytvynovyč
- Arcivescovo Josyf Sembratowicz
- Cardinale Sylwester Sembratowicz
- Arcivescovo Julian Kuiłovskyi
- Arcivescovo Andrej Szeptycki, O.S.B.M.
- Vescovo Hryhoryj Chomyšyn
- Vescovo Ivan Slezjuk
- Vescovo Sofron Dmyterko, O.S.B.M.

La successione apostolica è:
- Vescovo Yakiv Yaroslav Tymchuk, O.S.B.M. (1977)
- Vescovo Ivan Marghitych (1987)
- Vescovo Irynej Bilyk, O.S.B.M. (1989)